# Larisos
Larisos är en ort i Grekland.   Den ligger i prefekturen Nomós Lésvou och regionen Nordegeiska öarna, i den östra delen av landet, 270 km nordost om huvudstaden Aten. Larisos ligger 17 meter över havet och antalet invånare är 168. Den ligger på ön Lesbos.
Terrängen runt Larisos är huvudsakligen kuperad, men åt nordost är den platt. Havet är nära Larisos åt sydost. Runt Larisos är det tätbefolkat, med 331 invånare per kvadratkilometer. Närmaste större samhälle är Mytilene, 7,6 km öster om Larisos. 